# モード・アール
モード・アール（Maud Alice Earl、1863年 – 1943年) はイギリス生まれの画家である。犬などの動物を描いた作品で知られている。イギリスで人気を得た後、1916年にアメリカ合衆国に移って活躍した。

## 略歴
ロンドン中心部のメリルボーンで生まれた。多くの動物画家をだした一族の出身で、父親のジョージ・アール（George Earl: 1824–1908）は犬の絵や、狩りの情景を描いた画家で、叔父のトーマス・アール（Thomas Earl: 1810-1876)や異母弟のトーマス・パーシー・アール（Thomas Percy Earl: 1874-1947）も動物画家として知られている。
父親から絵を学び、狩猟好きの父親のもとで狩猟犬や馬などに親しみ、動物の骨格なども学んだ。父親に学んだ後、王立女子美術学校（Royal Female School of Art、後にCentral School of Artに統合）で学んだ。
1884年に早朝の牡鹿を描いた作品をロイヤル・アカデミー・オブ・アーツの展覧会に出展したのに始まり、アカデミーの展覧会には12点の作品を出展し、英国王立美術家協会の展覧会やパリのサロンにも出展した 。1897年には48種の様々な品種の犬を描いた展覧会を開いた。女性画家が珍しかった時代に人気になり、ビクトリア女王やアレクサンドラ王妃などの英国王室のメンバーを含む、有力な顧客から注文を受けた 。
モード・アールは1943年にニューヨークで没した。

## 作品

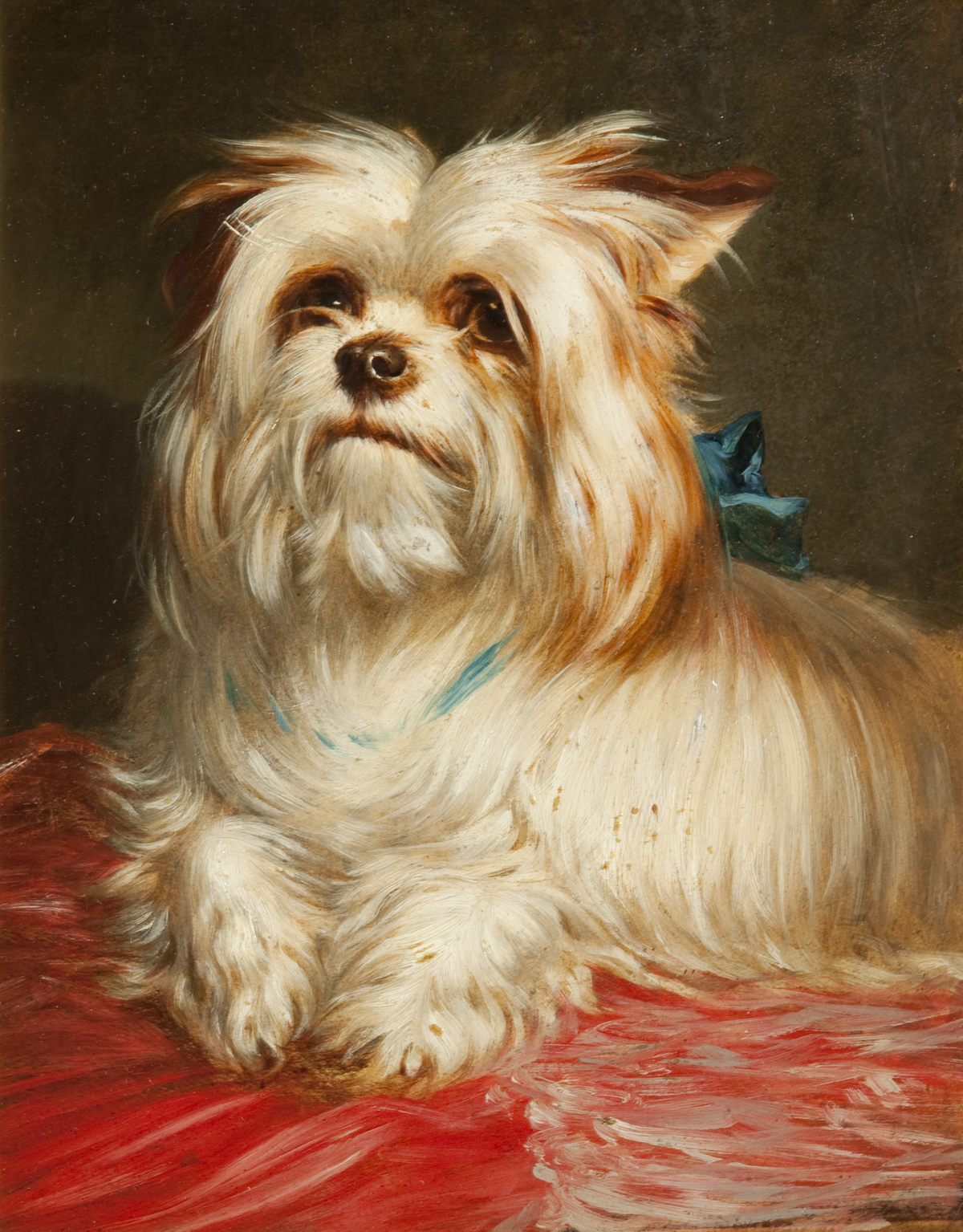
ヨークシャー・テリア
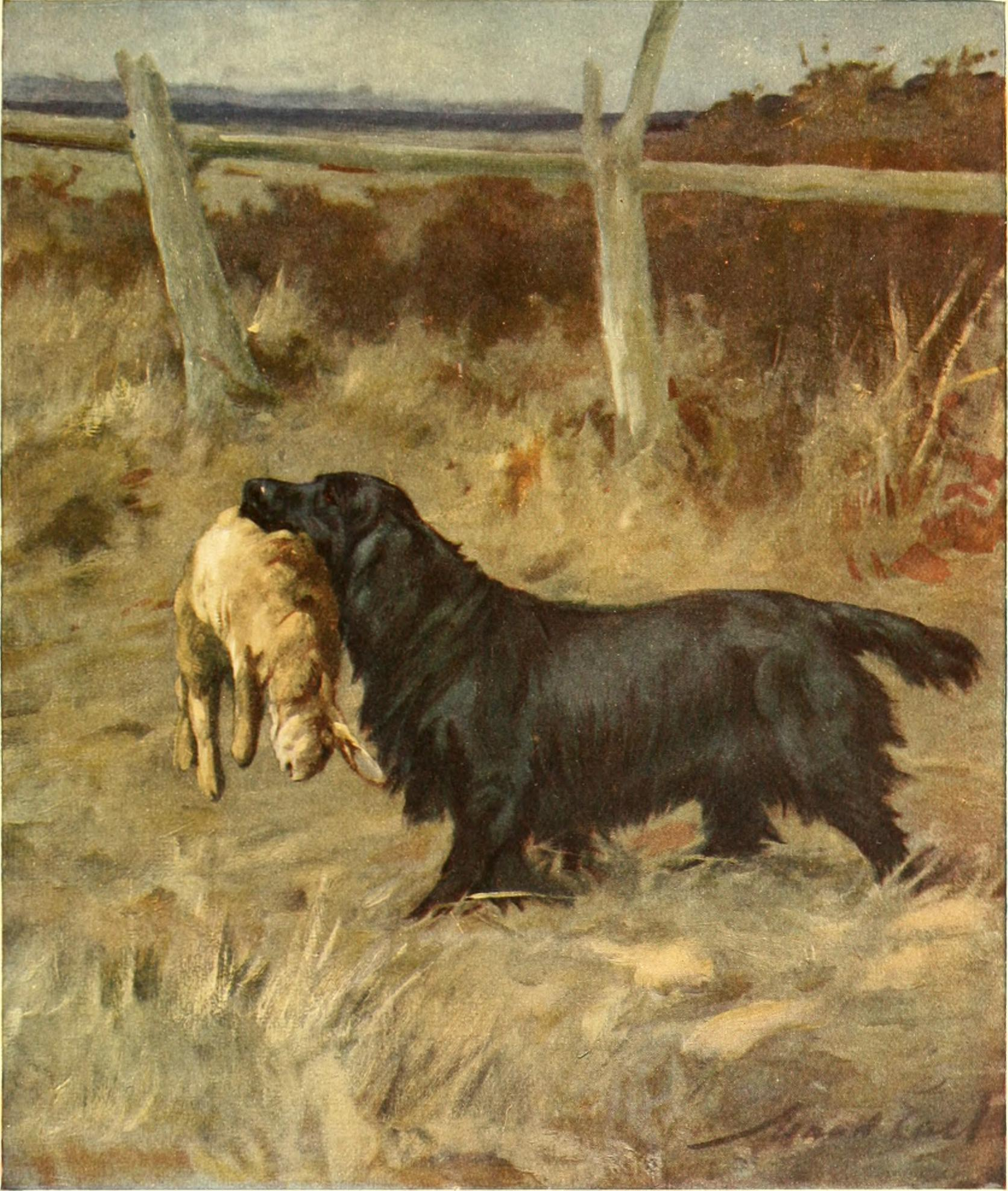
スパニエル(1914) 画集「Memories」から
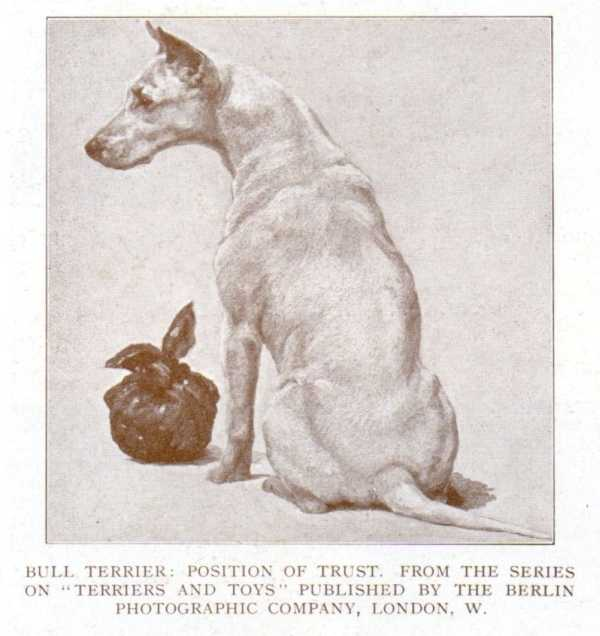
ブル・テリア 1905年の「Women Painters of the World」に掲載
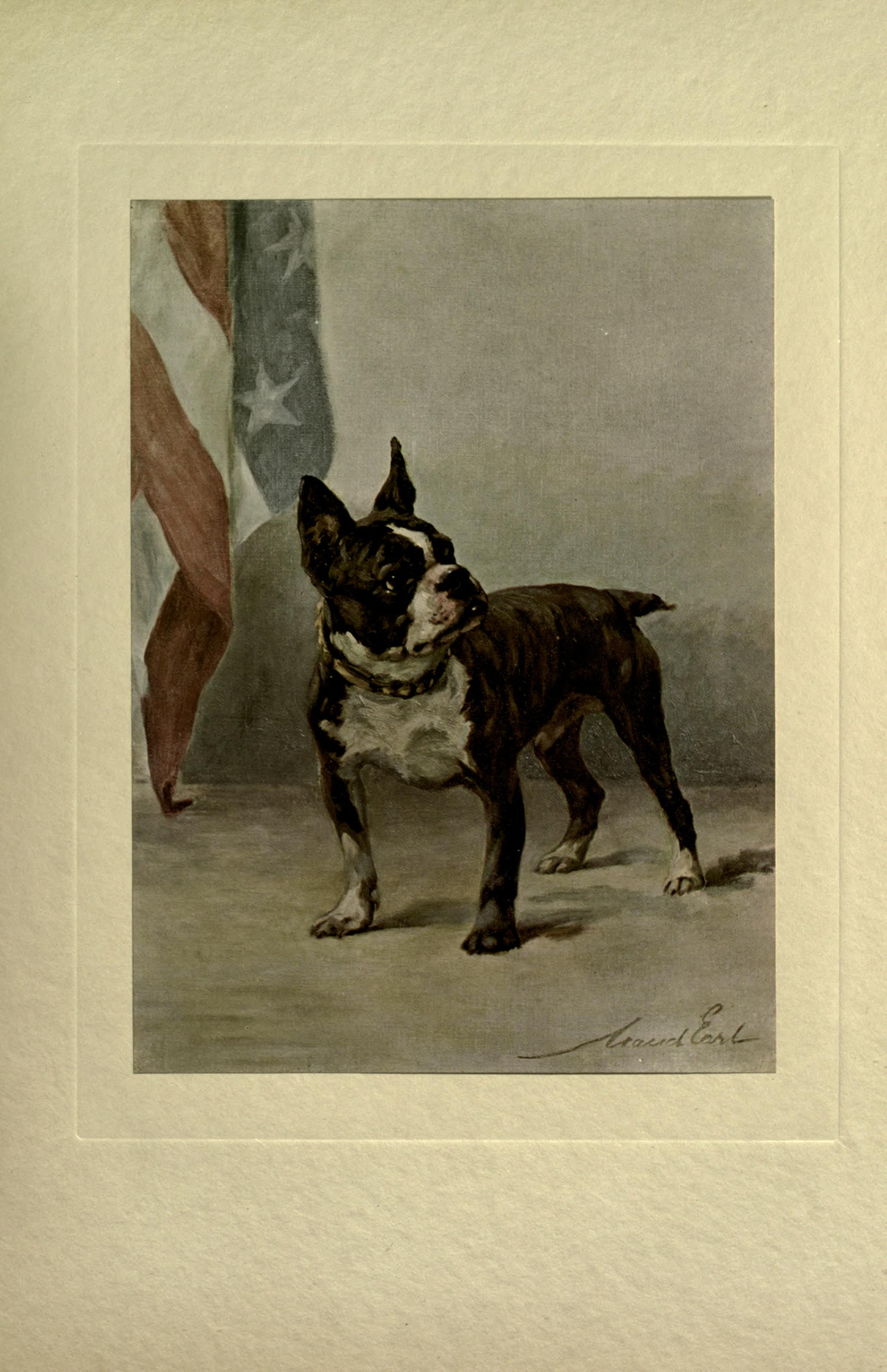
1910年の書籍の挿絵

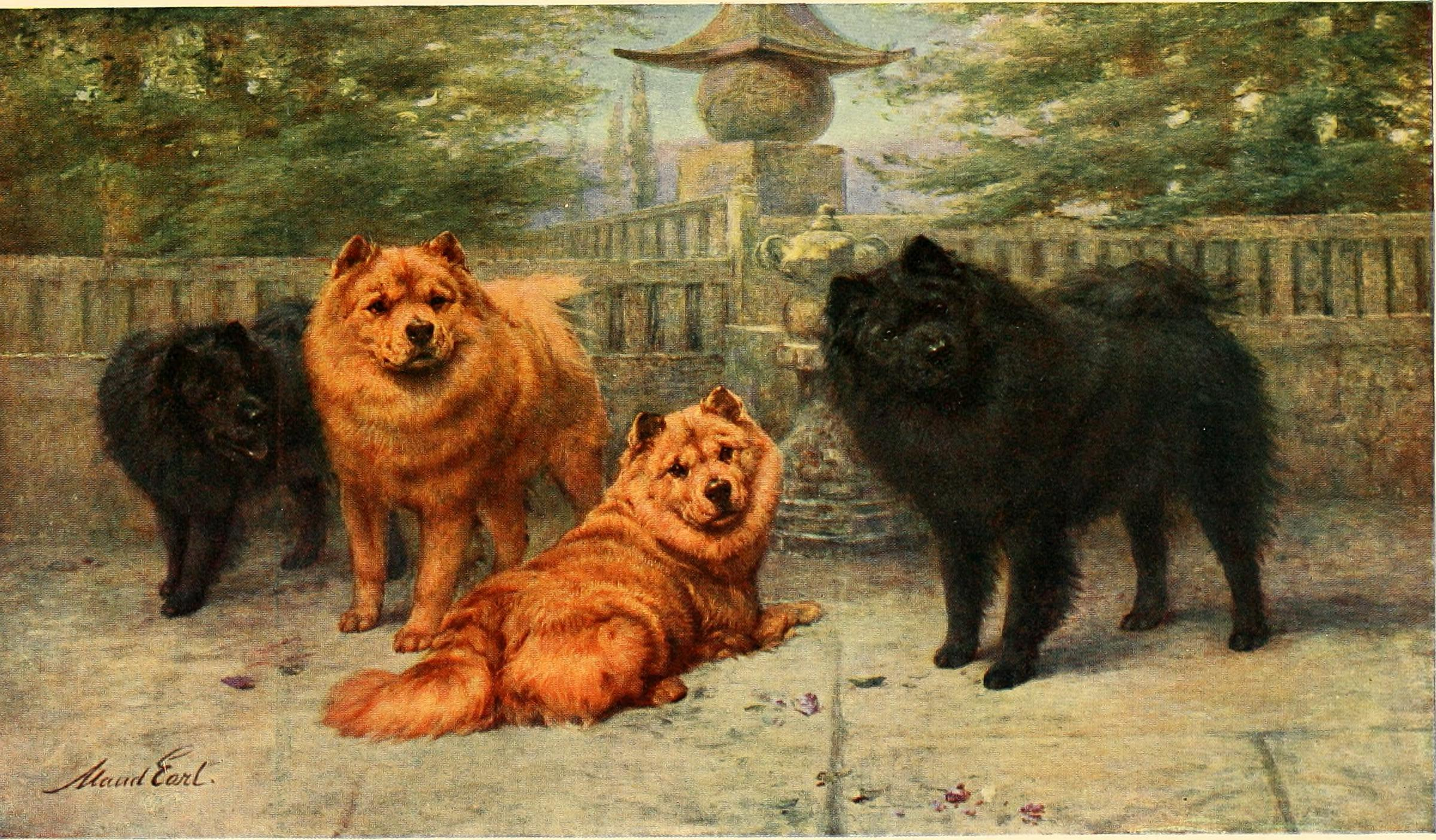
チャウ・チャウ 1911年の書籍の挿絵
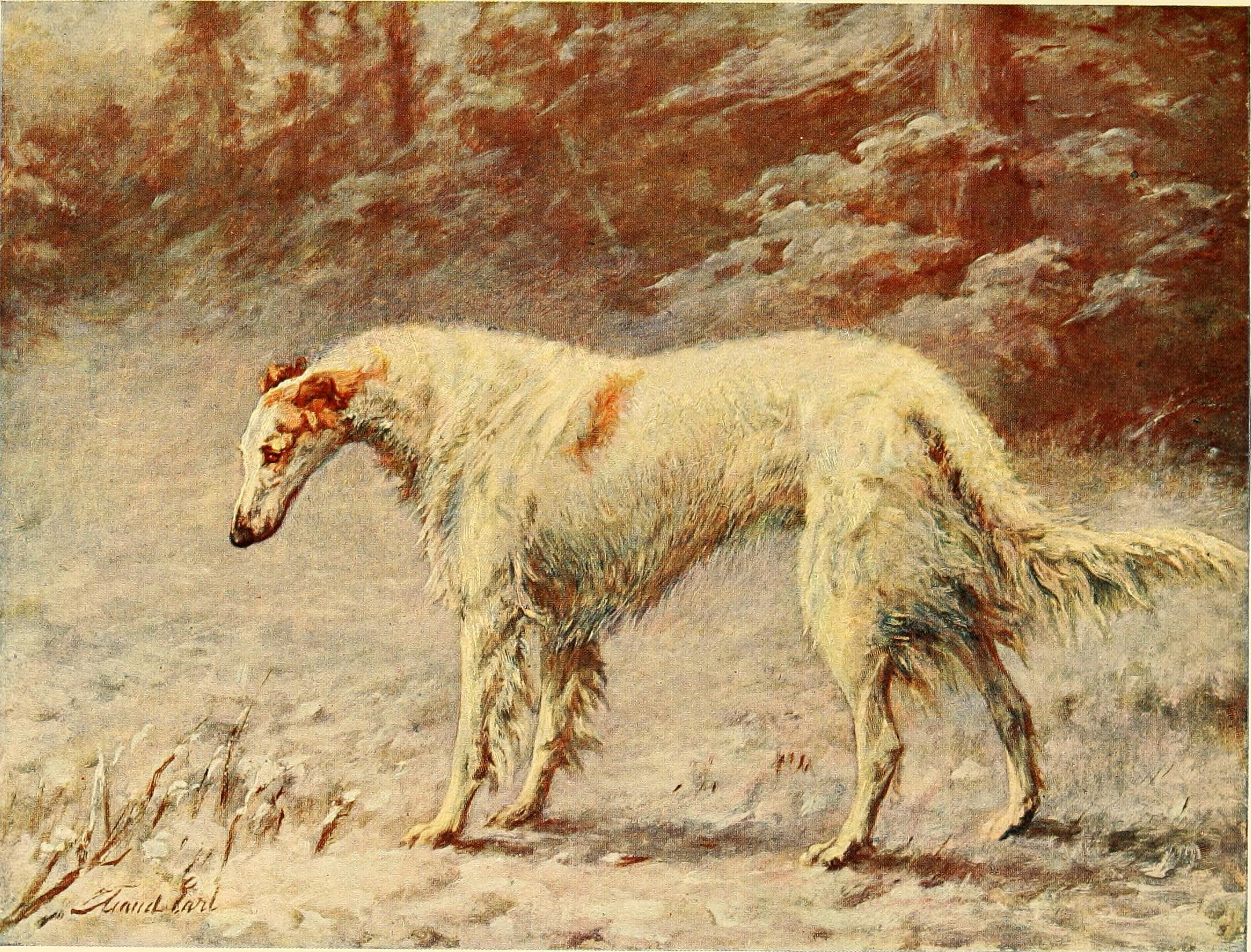
ボルゾイ 1911年の書籍の挿絵
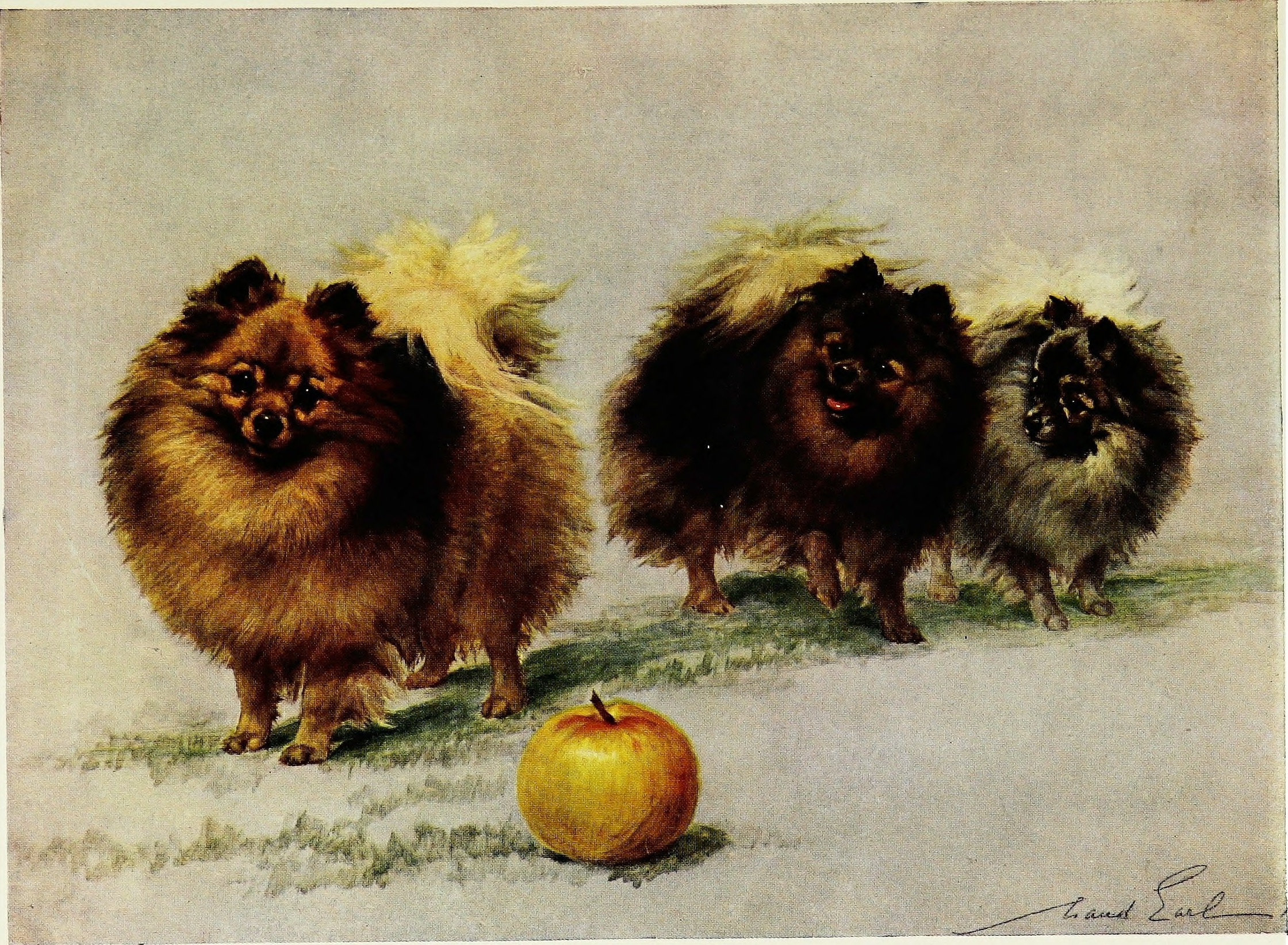
ポメラニアン 1911年の書籍の挿絵